# Condado de Rasez

Condado de Rasez y condados vecinos, hacia el 790-850

El condado de Rasez (en catalán, Rasès; en occitano, Rasés) fue un territorio carolingio y una jurisdicción feudal de Occitania, al sur de Carcasona. El condado se creó después de la fundación del Reino de Aquitania (781) y cuando la región de Septimania fue separada del reino; sin embargo, Rasez siguió siendo parte.

## Historia
La situación permaneció estable en Rhedae y Septimania hasta que el año 756 los francos la conquistaron. El obispo de Narbona, que residía en Rhedae, pudo volver a Narbona. En 781, Carlomagno crea el Reino de Aquitania y concede el condado de Tolosa como ducado a su primo Guillermo.
No se sabe si este mismo Guillem recibió las tierras de la Septimania o fue un hipotético Guillemos de raíz goda. Pero, Guillemos el Santo también tenía raíces godas y se casó en su primera boda con una goda. Hacia el año 790, Guillemos (el uno o el otro, si es que fueron dos personajes diferentes) encarga a su hijo Bera la administración delegada de los condados de Rasez y del Conflent. En 801, conquistada Barcelona, Bera será nombrado conde y marqués de Barcelona, y más tarde de otros condados, sin perder los de Rasez y Conflent, que unos años después encomienda a su hijo Guillemó.
Bera, de madre goda, durante su gobierno encabeza un partido hispanogodo frente al partido franco. La oposición la encabeza su hermanastro, un franco puro, Gaucelmo, conde de Rossellón y de Ampurias. El lugarteniente de este, Sanila, desafía a Bera ante el emperador. Bera y Sanila libran un combate, preludio de los combates de caballería. El conde y marqués será derrotado y, aunque se le perdona la vida, tiene que marchar desterrado a Ruan. Pero, el emperador no quiere dar el poder al partido opuesto, y se nombra a un conde franco, Rampón, ajeno a las luchas de poder de Septimania. Rasez y Conflent se mantienen en poder de Guillemó. Rampón murió en 825, o quizás en 826, y ese año Gaucelmo consigue para su hermano pequeño, Bernardo, el nombramiento como duque de Septimania y el marquesado de Gotia, con todos los territorios de Bera, menos Rasez y Conflent, que continuaron en manos de Guillemó.

### Revuelta de Aysun
El partido de Bera y Guillemó se sublevó, encabezado por el conde y por un magnate llamado Aysun, que no sabemos si era el lugarteniente de Bera o era un árabe de nombre Aysun, hijo de Sulayman al-Arabí (valí de Barcelona al menos del 777 al 780, en que lo sucedió su hijo Matruh ibn Sulayman ben al-Arabí, hermano, pues, de Aysun), es decir, en todo caso, un cabecilla de una familia noble y con las raíces locales. En 827, la rebelión es derrotada. Aysun acabó en Córdoba, donde morirá por orden del valí. Guillemó quizás aguantó un par de años en Rasez y en el Conflent, o quizás marchó a continuación, pero parece seguro que se fue a Córdoba y allí debía de morir. Rasez y Conflent recayeron en Bernardo de Septimania.
Bernardo fue destituido en 832, después de sumarse a la rebelión de Pipino el Breve. Todos sus "honores" (es decir posesiones territoriales, condados en general, que cuando incluían de dominios fronterizos daban derecho a su titular a ser llamado marqués) pasaron al duque Berenguer, conde de Tolosa, consejero de Pipino, pero que había permanecido leal al emperador Ludovico Pío.
Su título de duque se le daba por la gran concentración territorial de Tolosa y la Septimania, y el de marqués porque algunos condados de Gotia eran fronterizos. Parece que Gaucelmo, el hermano mayor de Bernardo, intentó resistir en el Conflent y Rasez, condados que tenía que administrar por encargo de su hermano, pero en el año 833 se negoció la retirada. Estos condados pasaron, pues, también a Berenguer de Tolosa.

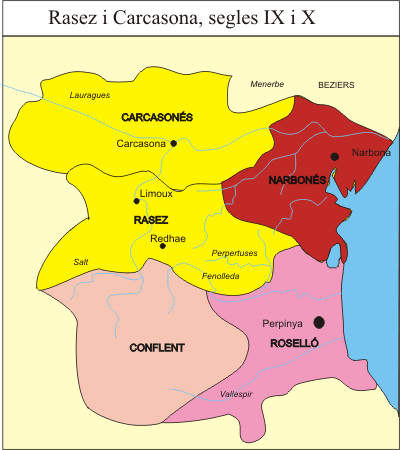
Rasez y Carcasona, siglos y

En 835, Berenguer murió repentinamente. El emperador volvió a nombrar a Bernardo de Septimania, que mientras tanto se había distinguido en las luchas civiles, en las que resultó muerto Gaucelmo, su fiel Sanila y la hermana de Gaucelmo y Berenguer, Gerberga, una monja. Berenguer, pues, tuvo que volver a administrar Rasez y el Conflent. Ausente bastantes años, la administración real del Rasez, como lo otros honores, debió de quedar en manos de un vizconde. De toda esta época, aparecen documentados algunos vizcondes, pero ninguno en relación con Rasez. Seguramente, siguiendo la tradición, encomendó la administración de los dos condados a su hijo Guillermo, pero este también estuvo casi siempre ausente, hasta su derrota y ejecución en 850, a causa de las luchas civiles del imperio.
El 844, Argila, hijo de Bera, hermano de Guillemó, fue restituido en sus honores del Conflent y Rasez, pero debió de morir dos años después, avanzado el 845, o como máximo al empezar el 846. Su hijo y sucesor fue Bera II, que es mencionado ya como conde en una carta datada en febrero de 846. No se sabe cuánto tiempo gobernó, pero no debió ser mucho. En una fecha desconocida, hacia 850, su hijo y sucesor Miró Eutilio vio confiscados los dos condados por haber participado en una rebelión contra Carlos el Calvo, seguramente la rebelión de Pipino II de Aquitania (849), apoyada por el conde Fredo I de Roergue, que finalmente cambió la alianza y volvió a ser fiel a Carlos el Calvo: Guillemos de Septimania, hijo de Bernardo de Septimania, su rival por Tolosa, fue ejecutado el mismo año, dejando el campo libre a Fredo I. Seguramente, Miró Eutilio no cambió a tiempo de bando y perdió el condado, puesto que aparece solo como juez. Así pues, en 850, esta dinastía se acaba.
Después, el Rasez fue unido al condado de Carcasona, que en esas fechas estaba unido al de Tolosa y era conde Fredo I, sucesor de Raimundo I de Roergue. El año 863, se apoderó de la región Hunifredo de Barcelona, marqués de Septimania, hasta el año 864. Durante un año, el condado de Carcasona y el de Rasez quedaron vacantes hasta que, en 865, el rey los atribuyó a Oliba II, hijo del antiguo conde Oliba I. Oliba II murió el año 877 y el condado continuó unido a Carcasona (todo y una breve y nunca efectiva deposición de Oliba II el 872), con el hermano de Oliba, Acfred I (877-906), su sobrino Bencio (906-908), hijo de Oliba II, y el hermano de Bencio, Acfred II (908-934). A su muerte, pasó a su hija Arsenda de Carcasona y Rasez, casada con Arnau I de Comenge (muerto el 957), que cogobernaba con su hermano Roger I (muerto el 965 y tronco de los condes de Cominges y Bigorra).
A la muerte de Arnau I, su mitad del condado de Cominges pasó a dos hijos (Ramon y Amali Simplici), la Aura (con título condal) a otro hijo (Garcia), Carcasona a Roger I el Viejo (que hace falta no confundir con su tío Roger I de Cominges), y Rasez a un hijo llamado Odón. Este gobernó el condado hasta su muerte el 1011 y lo sucedió su hijo Arnau II, casado con Llucia de Provenza, que murió el 1037. Su sucesor fue su hijo Ramon I, casado con Beliarda de Montpellier, muerto el 1059, dejando un único hijo y heredero, Ramon II, que fue conde de Rasez hasta su muerte, el 1066. Entonces, la herencia recayó en su pariente Ramon II, conde de Carcasona y vizconde de Béziers y Agda, que murió unos dos años más tarde. La herencia recayó en las hermanas Garsenda, Ermessenda y Adelaida, que vendieron los derechos hacia el 1069 al conde Ramón Berenguer I de Barcelona, que fue conde de Rasez y Carcasona y vizconde de Béziers y Agda (1069-1076); a la muerte de este, su hijo Ramón Berenguer II de Barcelona fue conde y vizconde (1076-1082).
Desde el 1082, los Trencavel se titularon vizcondes de Rasez, con Bernat Ató I (de facto, 1082-1129), Roger IV (1129-1150), Ramon Trencavel I (1150-1167), Roger V (1167-1194) Ramon Trencavel II (asociado 1167-?), y Ramon Roger I (1194-1209). A la partición de los dominios en 1129 entre dos ramas de los Trencavel, Rasez permaneció unido al Condado de Carcasona. Pasó por conquista a Simón IV de Montfort hacia el 1209. Del 1224 al 1227 fue recuperado por los Trencavel. En 1247 el último Trencavel, Ramon Trencavel III, vendió sus derechos al rey de Francia.